# King: una testimonianza filmata... da Montgomery a Memphis
King: una testimonianza filmata... da Montgomery a Memphis (King: A Filmed Record... Montgomery to Memphis) è un documentario del 1970 diretto da Sidney Lumet e Joseph L. Mankiewicz.